# Запечённая Аляска
«Запечённая Аляска» (англ. baked Alaska) — десерт, мороженое на бисквитной подложке, покрытое взбитыми яичными белками, зарумяненными в духовке.

## Происхождение
Согласно распространённой версии, название «запечённая Аляска» придумал шеф-повар нью-йоркского ресторана Delmonico's Чарльз Рэнхофер в 1867 году в честь покупки Аляски у Российской империи. Версия не подтверждается достоверными данными, и сам Ранхофер в 1894 году называл блюдо «Аляска, Флорида», видимо, имея в виду контраст между холодным и горячим компонентами. По другим сведениям, десерт изобрели китайские кулинары, поделившиеся секретом запекания мороженого с французским шеф-поваром 1860-х годах в Париже. Во Франции десерт подавали под названием «омлет по-норвежски» (фр. omelette à la norvégienne).

## Приготовление
Мороженое выкладывают на слой бисквита, придают ему нужную форму и замораживают. Перед подачей на стол заготовку полностью покрывают плотной пеной из взбитых с сахаром яичных белков и быстро запекают в сильно разогретой духовке, чтобы белки подрумянились. Десерт сразу подают к столу, пока безе ещё горячее, а мороженое не растаяло. Безе является эффективным теплоизолятором, предохраняющим мороженое от жара духовки.
Рецепт торта, который подавали в Delmonico’s при Ранхорфе, включал банановое мороженое и ореховый бисквит. Разные рецептуры используют различные сорта мороженого, разные сорта бисквита. Иногда мороженое укладывают на слой кекса, рождественского пудинга, пряничного имбирного теста. Китайский вариант десерта изготавливают из ванильного и имбирного мороженого. «Запечённая Аляска» в популярном шоу-варианте под названием «Бомба Аляска» обрызгивается ромом и фламбируется непосредственно при подаче. Для приготовления «запечённой Аляски» в 1974 году Жаклин Диаз изобрела форму для выпечки бисквита с полостью, удобной для заполнения мороженым.

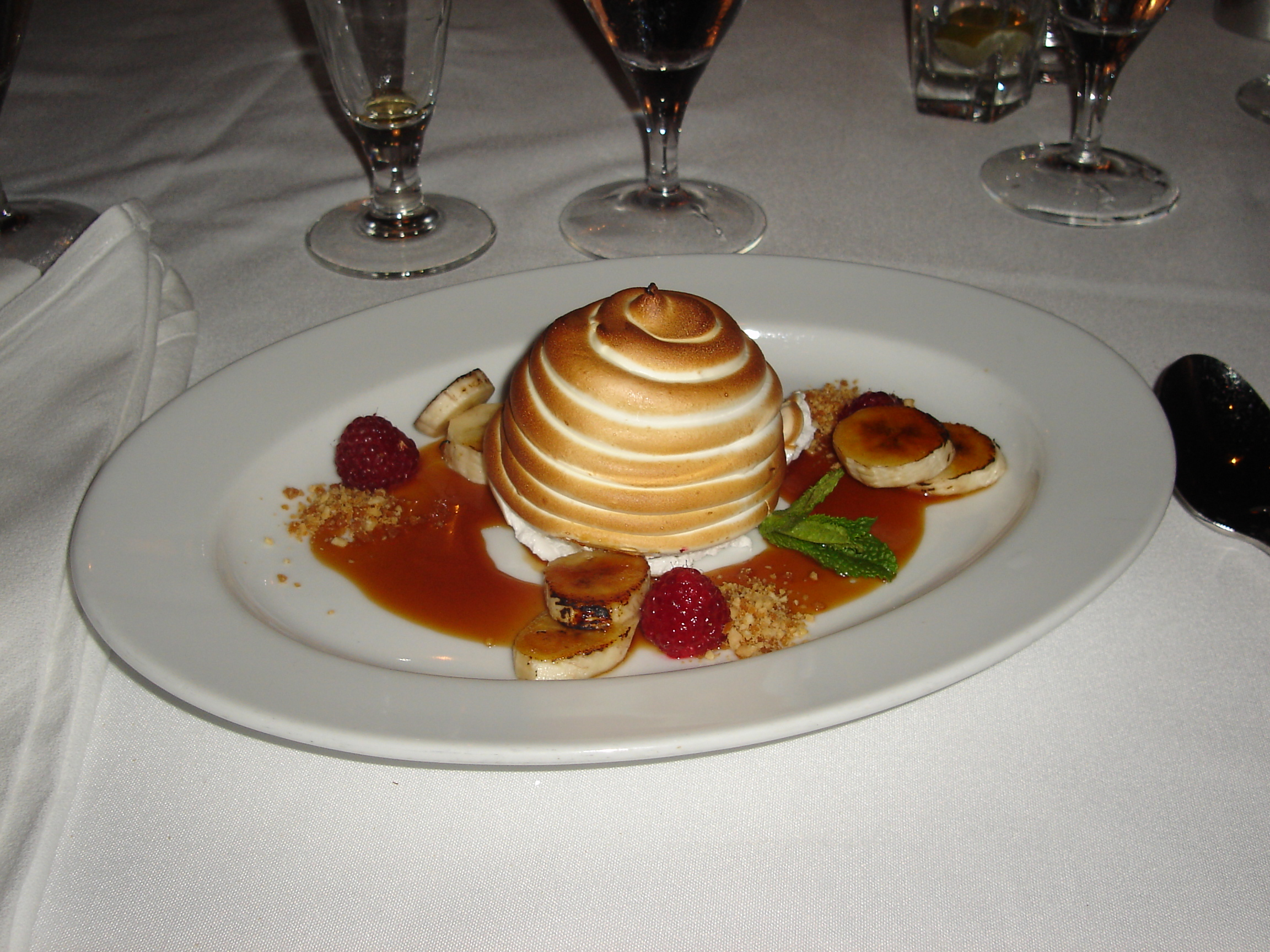
Банановая «Запечённая Аляска»
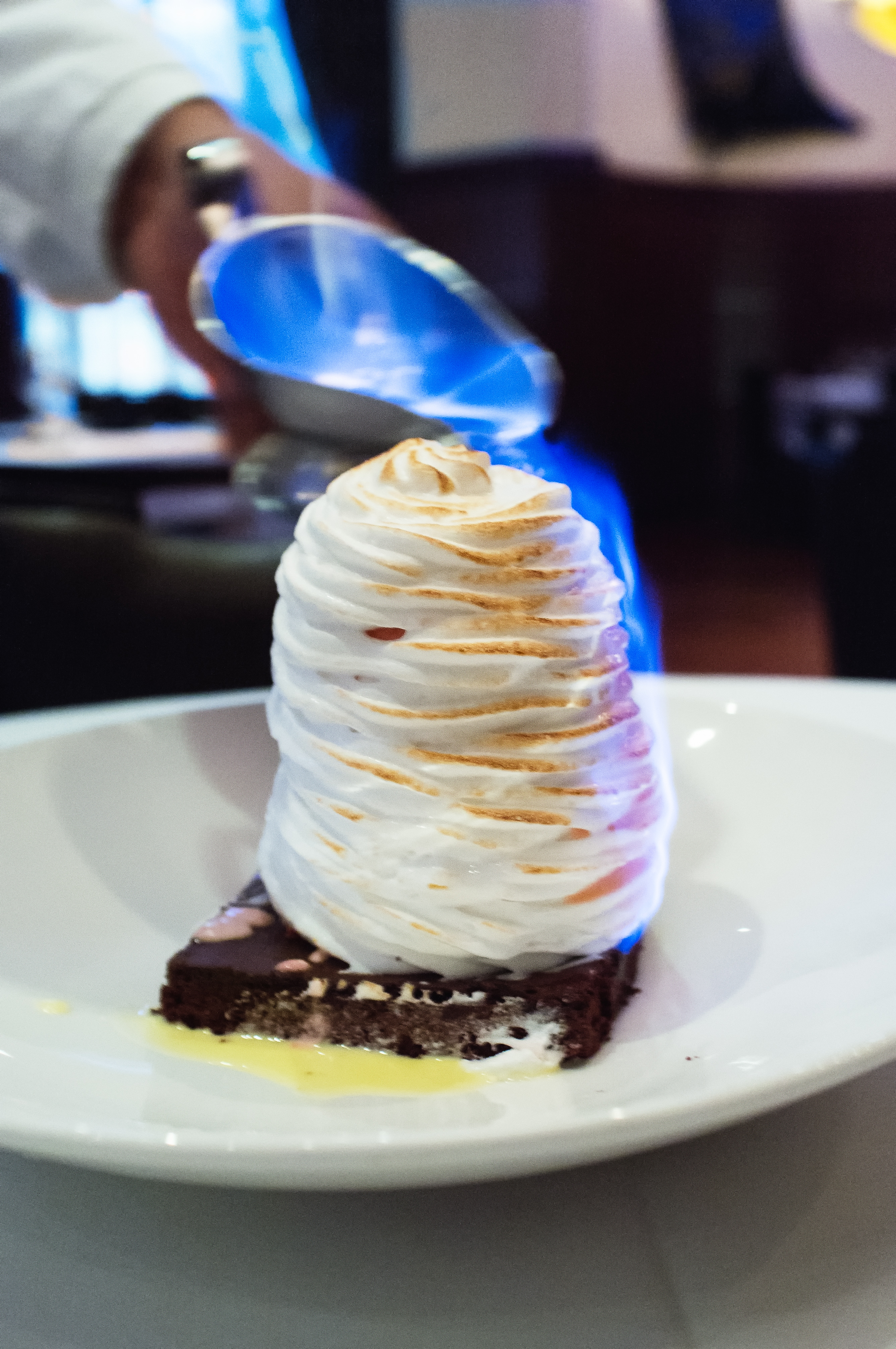
«Бомба Аляска»
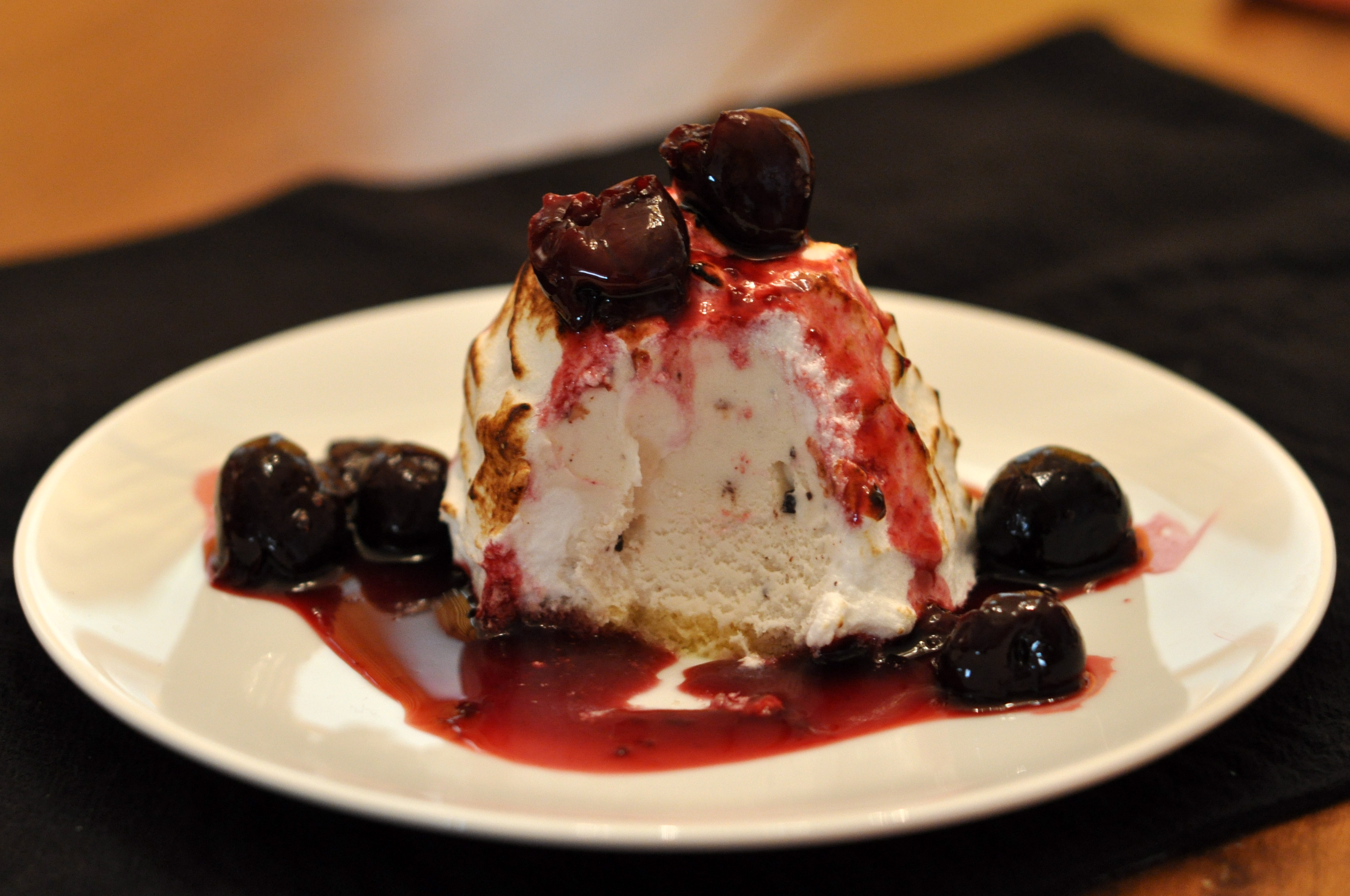
«Запечённая Аляска» с вишнёвым топпингом
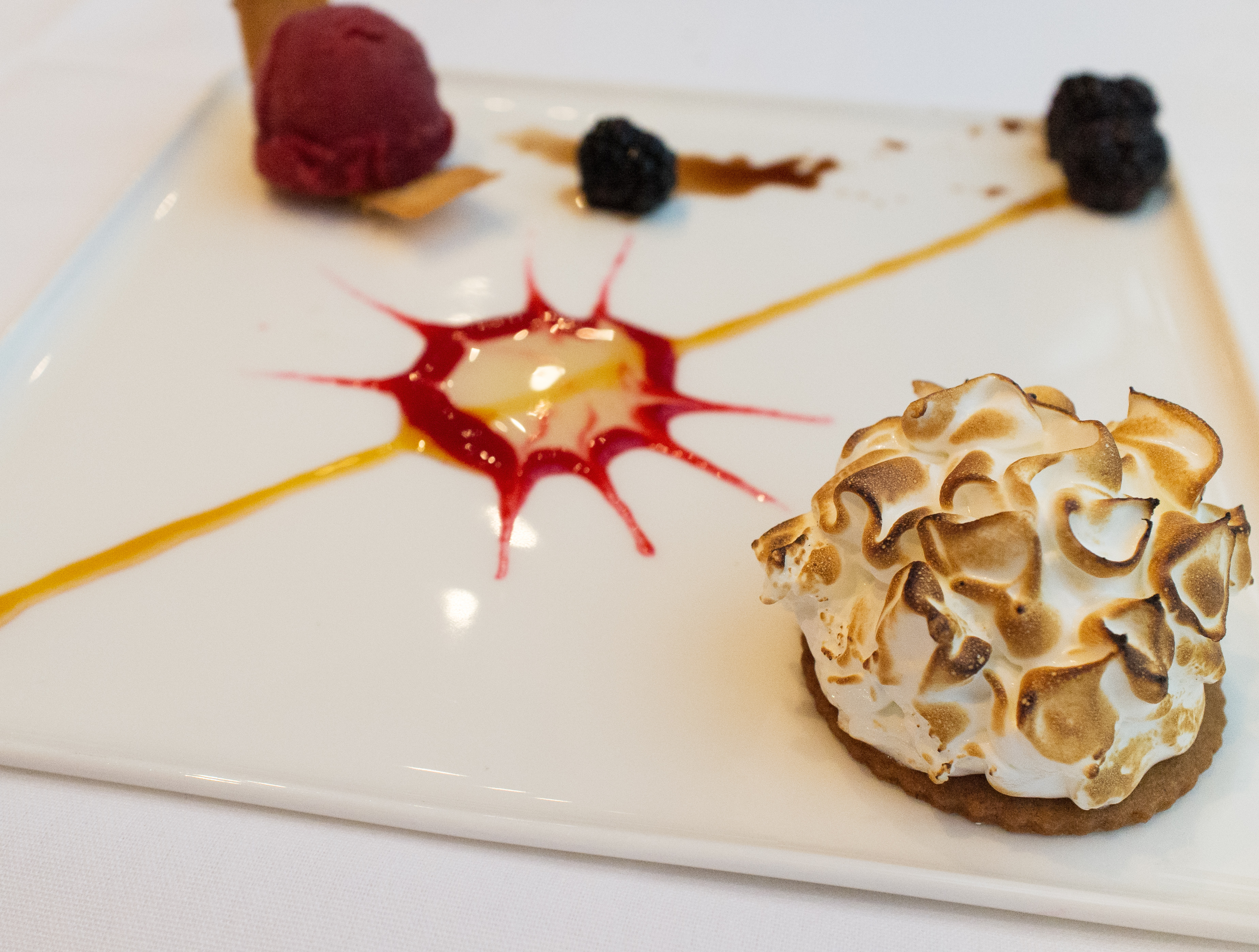
«Запечённая Аляска» с лимонно-имбирным соусом и черничным сорбетом